# Länsväg 333
Länsväg 333 går mellan Bollstabruk och Sandslån i Kramfors kommun, Ångermanland. Vägens totala längd är cirka 9 km och den tillhör därmed Sveriges kortaste länsvägar.
Vägen går genom två församlingar i Kramfors kommun:
- Ytterlännäs församling
- Bjärtrå församling

## Sträckning
Vägen utgår från riksväg 90 strax norr om Bollstabruk, passerar Ytterlännäs nya och Ytterlännäs gamla kyrka, Nylands tätort samt Hammar. Vägen går därefter österut över den 350 meter långa Hammarsbron över Ångermanälven till Sandslån där den slutar vid länsväg 334 strax öster om Dannero. Den första Hammarsbron byggdes 1934, men revs 1990, då den nya Hammarsbron byggts.

## Historia
Vägen har haft samma nummer, 333, sedan vägnummer infördes på 1940-talet. Den går också i samma sträckning som då.